# Маргарита Старасте
Маргарита Старасте, при народженні Бордевіка (латис. Margarita Stāraste-Bordevīka; *2 лютого 1914, Владимир — †18 лютого 2014) — латвійська письменниця,  авторка книг для дітей.
Найвідомішими книгами Маргарити Старасте-Бордевіки є «Balti tīri sniega vīri» (1942), «Ziemassvētku pasakas» (1943), «Zīļuks» (1961), «Pasaku ābece» (1969) та «Lācīša Rūcīša raibā diena» (1977). Свою першу книгу вона опублікувала в 1942 році. Вона була співавторкою збірки народних пісень лівською мовою «Urū! Rurū!» (1994), яка пізніше була видана і латиською мовою також.
Маргариті Старасте-Бордевіка 7 квітня 1999 року було присуджено звання кавалера Ордену Трьох зірок. Маргарита Старасте-Бордевіка померла 18 лютого 2014 року, через 16 днів після свого сторіччя.